# Zhao She
Zhao She (caratteri cinesi: 趙奢; Zhao, III secolo a.C. – III secolo a.C.) è stato un generale e politico cinese vissuto durante l'era conosciuta come periodo dei regni combattenti.

## Carriera burocratica
Zhao She era uno dei figli di Zhao He (趙何), il re Huiwen (惠文王) del regno di Zhao. Ottenne inizialmente l'impiego di esattore delle tasse e, sebbene questa non fosse una posizione di potere, egli svolse il suo compito con zelo secondo la legge.
Durante la sua carriera di esattore, Zhao She ebbe dei diverbi con un aristocratico di nome Zhao Sheng (趙勝), il quale si rifiutò di pagare qualsiasi tassa sul terreno posseduto. Per evitare di punire direttamente Zhao Sheng, Zhao She arrestò invece i nove amministratori che tenevano i conti della famiglia aristocratica. Zhao Sheng, a questo punto, la prese come un'offesa personale e iniziò ad escogitare di uccidere Zhao She.
Tuttavia, Zhao She rimproverò Zhao Sheng di non rispettare le leggi dello stato, adducendo inoltre come ragione a suo favore che Zhao Sheng, essendo un aristocratico, avrebbe dovuto fornire un esempio al popolo in modo che l'apparato statale non sopperisse a causa dell'evasione fiscale. Zhao Sheng, a quel punto, iniziò a redimersi e fornì a Zhao She delle scuse ufficiali. In seguito a ciò, Zhao She fu promosso esattore delle tasse dell'intero stato.

## Carriera militare
Nel 271 a.C., lo stato di Qin (秦國, l'attuale contea di Fengxiang 鳳翔縣, nella provincia dello Shaanxi) spedì un ampio esercito ad attaccare il regno di Han, tuttavia il territorio dello stato di Zhao vi si frapponeva. Il debole esercito Zhao non poté nulla contro la macchina da guerra Qin, la quale assoggettò gran parte del regno. Le forze Qin iniziarono allora ad avvicinarsi alla città Zhao di E Yu (閼與, l'attuale contea di Heshun 和順縣, nella provincia dello Shanxi), la quale era piuttosto lontana dalla capitale del regno, Handan. L'allora comandante in capo dell'esercito Zhao, Lian Po (廉頗), raccomandò di abbandonare E Yu, in quanto era troppo lontana da proteggere e rifornire, inoltre la strada per arrivarvi era stretta e ventosa. Zhao She, tuttavia, persuase il re ed il comandante che le caratteristiche della strada sarebbero andate in favore di Zhao.
Zhao He, re di Zhao, mandò quindi Zhao She a salvare E Yu con un esercito di rinforzo. Il generale equipaggiò le proprie truppe con armature leggere adatte alla mobilità, e raggiunse quindi le forze Qin le quali, per non cadere nella presunta trappola di Zhao, tolsero l'assedio dalla città e si rivolsero interamente a fronteggiare l'armata Zhao. Prima che l'esercito Qin li raggiungesse, Zhao She nascose la maggior parte delle sue truppe su una montagna, che le truppe Qin avrebbero presumibilmente raggiunto al crepuscolo. Quando ciò accadde, Zhao She tese loro un'imboscata nell'oscurità e, infine, le sconfisse. Il re del regno di Zhao, come ricompensa, lo rese amministratore di un distretto chiamato Ma Fu (馬服, attualmente a nord della città di Handan, nella provincia dello Hebei).
Zhao She morì solo pochi anni dopo la vittoria; gli successe il figlio Zhao Kuo, che fu reso comandante dell'esercito nella disastrosa battaglia di Changping contro Qin.
Alla fine, nel 228 a.C., lo stato di Zhao fu assoggettato al regno di Qin.
La discendenza di Zhao She adottò come cognome "Ma" (馬), il primo carattere che compone il nome del distretto di Ma Fu.